# تپه خرابه کت یری
تپه خرابه کت یری مربوط به دوره صفوی است و در شهرستان ابهر، بخش سلطانیه، دهستان سلطانیه، شمال روستای کنگه واقع شده و این اثر در تاریخ ۲۶ دی ۱۳۸۶ با شمارهٔ ثبت ۲۰۵۱۶ به‌عنوان یکی از آثار ملی ایران به ثبت رسیده است.